# Żelazowa Wola
Żelazowa Wola [ʐɛla'zɔva 'vɔla] es una aldea al lado del río Utrata en el Voivodato de Mazovia, a 50 km de Varsovia, Polonia.
La villa es célebre por ser el lugar de nacimiento de dos famosos músicos clásicos: el violinista Henryk Szeryng y sobre todo el pianista y compositor Fryderyk Chopin (1810-1849). El pintoresco paisaje mazoviano, con numerosas brisas y rodeado por colinas y lomas, así como las canciones folclóricas de Łowicz, oídas en su infancia, inspiraron a Chopin para componer varias de sus obras.

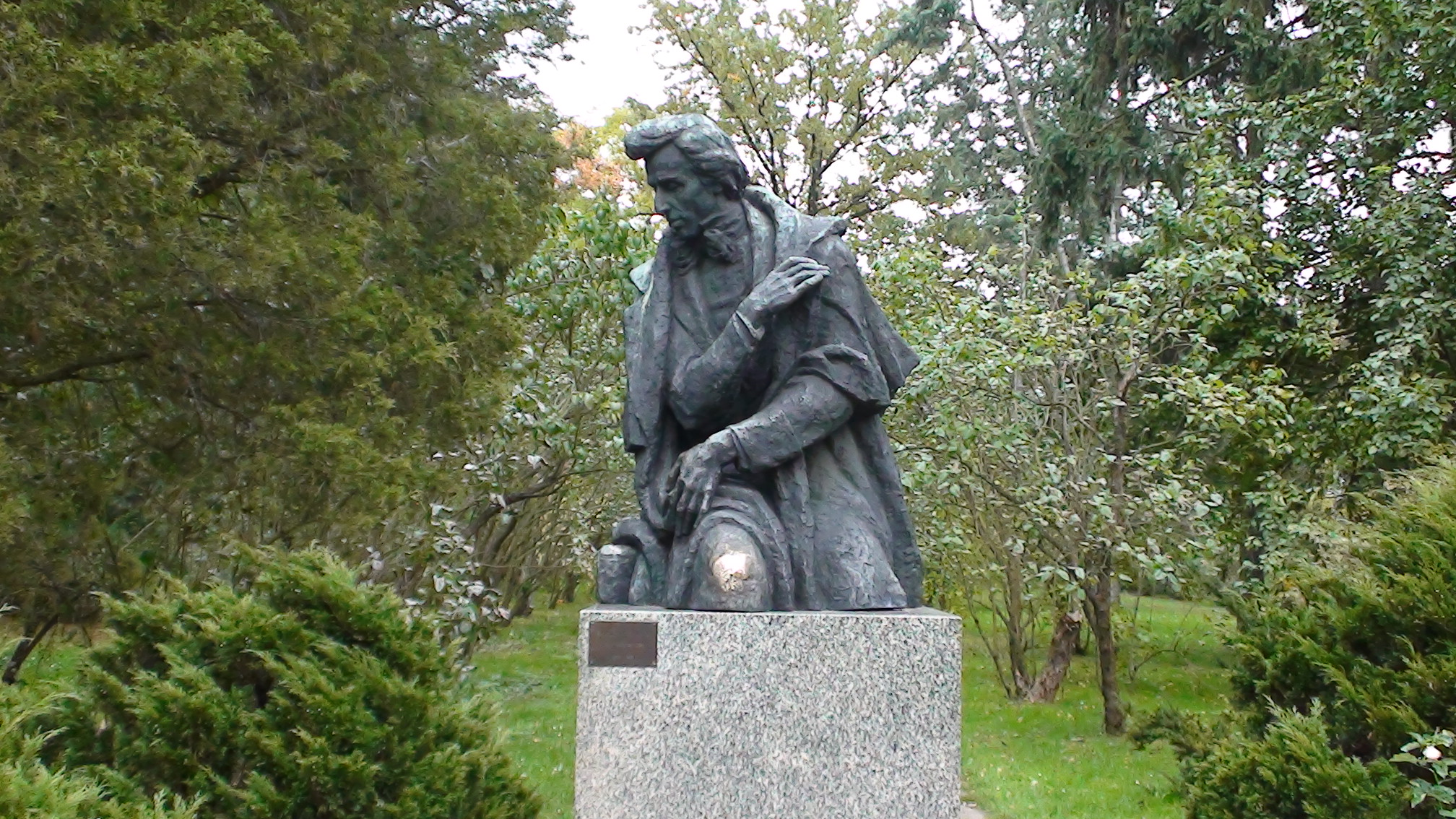
Monumento a Frédéric Chopin

Un museo dedicado a Chopin está ubicado en el anexo preservado de la finca principal de la familia Chopin, rodeado por un parque. En verano, conciertos con música de Chopin son ofrecidos por músicos de todas partes del mundo.